# Gorman (Carolina del Nord)
Gorman és una concentració de població designada pel cens dels Estats Units a l'estat de Carolina del Nord. Segons el cens del 2007 tenia 1.144 habitants.

## Demografia
Segons el cens del 2000, Gorman tenia 1.002 habitants, 406 habitatges i 291 famílies. La densitat de població era de 125,6 habitants per km².
Dels 406 habitatges en un 27,6% hi vivien nens de menys de 18 anys, en un 55,7% hi vivien parelles casades, en un 13,5% dones solteres, i en un 28,3% no eren unitats familiars. En el 24,4% dels habitatges hi vivien persones soles el 8,1% de les quals corresponia a persones de 65 anys o més que vivien soles. El nombre mitjà de persones vivint en cada habitatge era de 2,47 i el nombre mitjà de persones que vivien en cada família era de 2,91.
Per edats la població es repartia de la següent manera: un 22,1% tenia menys de 18 anys, un 6,8% entre 18 i 24, un 30,2% entre 25 i 44, un 26,7% de 45 a 60 i un 14,2% 65 anys o més.
L'edat mediana era de 39 anys. Per cada 100 dones de 18 o més anys hi havia 88,2 homes.
La renda mediana per habitatge era de 42.236 $ i la renda mediana per família de 43.977 $. Els homes tenien una renda mediana de 36.143 $ mentre que les dones 30.789 $. La renda per capita de la població era de 19.083 $. Entorn del 9,3% de les famílies i el 6,7% de la població estaven per davall del llindar de pobresa.

## Poblacions més properes
El següent diagrama mostra les poblacions més properes.